# Ostriži
Ostriži (latinsko Percoidei) so družina rib, ki avtohtono poseljujejo le severno poloblo, naseljujejo pa vode Evrope, severne Azije in Severne Amerike. Predstavniki te družine imajo podolgovato, bočno rahlo stisnjeno telo, relativno veliko glavo z velikimi usti, v katerih je več vrst zob, kar izkazuje roparsko naravo ribe. Ribe te družine imajo na hrbtu dve plavuti, ki sta jasno ločeni, plavutnice v drugi pa so razcepljene. Telo pokrivajo ostre luske. Ponekod po svetu ta družina (predvsem njeni morski predstavniki) predstavlja velik delež gospodarskega ulova rib.